# Copa Belo Horizonte
A Copa Belo Horizonte  foi um pequeno torneio Citadino oficial de futebol, organizado pela Associação Mineira dos Cronistas Esportivos, com apoio da Federação Mineira, que antecedia o  Campeonato Mineiro entre 1959 e 1961 e que era disputada somente por clubes profissionais de Belo Horizonte:  Cruzeiro, Atlético,  América ,  Renascença e Sete de Setembro, este nas duas primeiras edições,  e o setor de futebol amador da Federação Mineira de Futebol ou  Seleção DFA  participou como convidada na terceira edição.
Era disputada no sistema de pontos corridos em um único turno.

## Lista de Campeões
| Ano  | Campeão    | Vice     | Estádio da Final               |
| ---- | ---------- | -------- | ------------------------------ |
| 1959 | Atlético   | Cruzeiro | Independência (Belo Horizonte) |
| 1960 | Cruzeiro   | Atlético | Independência (Belo Horizonte) |
| 1961 | Renascença | Atlético | Independência (Belo Horizonte) |

## Copa Belo Horizonte 1959
| Tabela de Classificação | Tabela de Classificação | Tabela de Classificação | Tabela de Classificação | Tabela de Classificação | Tabela de Classificação | Tabela de Classificação | Tabela de Classificação | Tabela de Classificação | Tabela de Classificação |
| Time | Time                    | PG                      | J                       | V                       | E                       | D                       | GP                      | GC                      | SG                      |
| --- | ----------------------- | ----------------------- | ----------------------- | ----------------------- | ----------------------- | ----------------------- | ----------------------- | ----------------------- | ----------------------- |
| 1 | Atlético                | 6                       | 4                       | 2                       | 2                       | 0                       | 9                       | 3                       | 6                       |
| 2 | Cruzeiro                | 5                       | 4                       | 2                       | 1                       | 1                       | 7                       | 5                       | 2                       |
| 3 | América                 | 5                       | 4                       | 2                       | 1                       | 1                       | 6                       | 9                       | -3                      |
| 4 | Renascença              | 4                       | 4                       | 1                       | 2                       | 1                       | 6                       | 5                       | 1                       |
| 5 | Sete de Setembro        | 0                       | 4                       | 0                       | 0                       | 4                       | 5                       | 11                      | -6                      |
| PG - pontos ganhos; J - jogos; V - vitórias; E - empates; D - derrotas; GP - gols pró; GC - gols contra; SG - saldo de gols |                         |                         |                         |                         |                         |                         |                         |                         |                         |

## Copa Belo Horizonte 1960
| Tabela de Classificação | Tabela de Classificação | Tabela de Classificação | Tabela de Classificação | Tabela de Classificação | Tabela de Classificação | Tabela de Classificação | Tabela de Classificação | Tabela de Classificação | Tabela de Classificação |
| Time | Time                    | PG                      | J                       | V                       | E                       | D                       | GP                      | GC                      | SG                      |
| --- | ----------------------- | ----------------------- | ----------------------- | ----------------------- | ----------------------- | ----------------------- | ----------------------- | ----------------------- | ----------------------- |
| 1 | Cruzeiro                | 7                       | 4                       | 3                       | 1                       | 0                       | 9                       | 4                       | 5                       |
| 2 | Atlético                | 5                       | 4                       | 2                       | 1                       | 1                       | 10                      | 4                       | 6                       |
| 3 | América                 | 5                       | 4                       | 2                       | 1                       | 1                       | 6                       | 4                       | 2                       |
| 4 | Sete de Setembro        | 2                       | 4                       | 1                       | 0                       | 3                       | 6                       | 14                      | -8                      |
| 5 | Renascença              | 1                       | 4                       | 0                       | 1                       | 3                       | 2                       | 7                       | -5                      |
| PG - pontos ganhos; J - jogos; V - vitórias; E - empates; D - derrotas; GP - gols pró; GC - gols contra; SG - saldo de gols |                         |                         |                         |                         |                         |                         |                         |                         |                         |

## Copa Belo Horizonte 1961
| Tabela de Classificação | Tabela de Classificação | Tabela de Classificação | Tabela de Classificação | Tabela de Classificação | Tabela de Classificação | Tabela de Classificação | Tabela de Classificação | Tabela de Classificação | Tabela de Classificação |
| Time | Time                    | PG                      | J                       | V                       | E                       | D                       | GP                      | GC                      | SG                      |
| --- | ----------------------- | ----------------------- | ----------------------- | ----------------------- | ----------------------- | ----------------------- | ----------------------- | ----------------------- | ----------------------- |
| 1 | Renascença              | 9                       | 5                       | 4                       | 1                       | 0                       | 10                      | 0                       | 10                      |
| 2 | Atlético                | 7                       | 5                       | 3                       | 1                       | 1                       | 6                       | 3                       | 3                       |
| 3 | Cruzeiro                | 6                       | 5                       | 3                       | 0                       | 2                       | 13                      | 8                       | 5                       |
| 4 | Sete de Setembro        | 4                       | 5                       | 1                       | 2                       | 2                       | 7                       | 10                      | -3                      |
| 5 | América                 | 3                       | 5                       | 1                       | 1                       | 3                       | 6                       | 8                       | -2                      |
| 6 | Seleção do D.F.A.       | 1                       | 5                       | 0                       | 1                       | 4                       | 5                       | 19                      | -14                     |
| PG - pontos ganhos; J - jogos; V - vitórias; E - empates; D - derrotas; GP - gols pró; GC - gols contra; SG - saldo de gols |                         |                         |                         |                         |                         |                         |                         |                         |                         |